# 香港中聯辦大樓遭破壞事件
香港中聯辦大樓遭破壞事件是指在香港2019年7月21日的「獨立調查、捍衛法治、守護真相、重申五大訴求」遊行中，一批示威者前往西營盤干諾道西中聯辦大樓外，向中聯辦招牌及中華人民共和國國徽投擲雞蛋及墨水彈、用噴漆塗污閉路電視鏡頭，以及在中聯辦門外和牆上塗鴉並噴上「屌支那」、「支聯辦」、「fk支那」，被指是回歸22年來中聯辦遭受的最嚴重破壞。建制派強烈譴責，批評是挑戰中央及特區政府的底線，嚴重侮辱國家尊嚴。泛民主派則指事件反映中央在港政策完全失敗，中聯辦需要負上很大責任。香港特区政府強烈譴責示威者，批評公然挑戰國家主權。香港中聯辦及國務院港澳事务办公室亦表示最強烈憤慨和譴責，指示威者行徑已超越和平示威範疇。在遭到破坏之后，中联办已派人連夜更換國徽、清洗外墻及地面。

## 事發經過

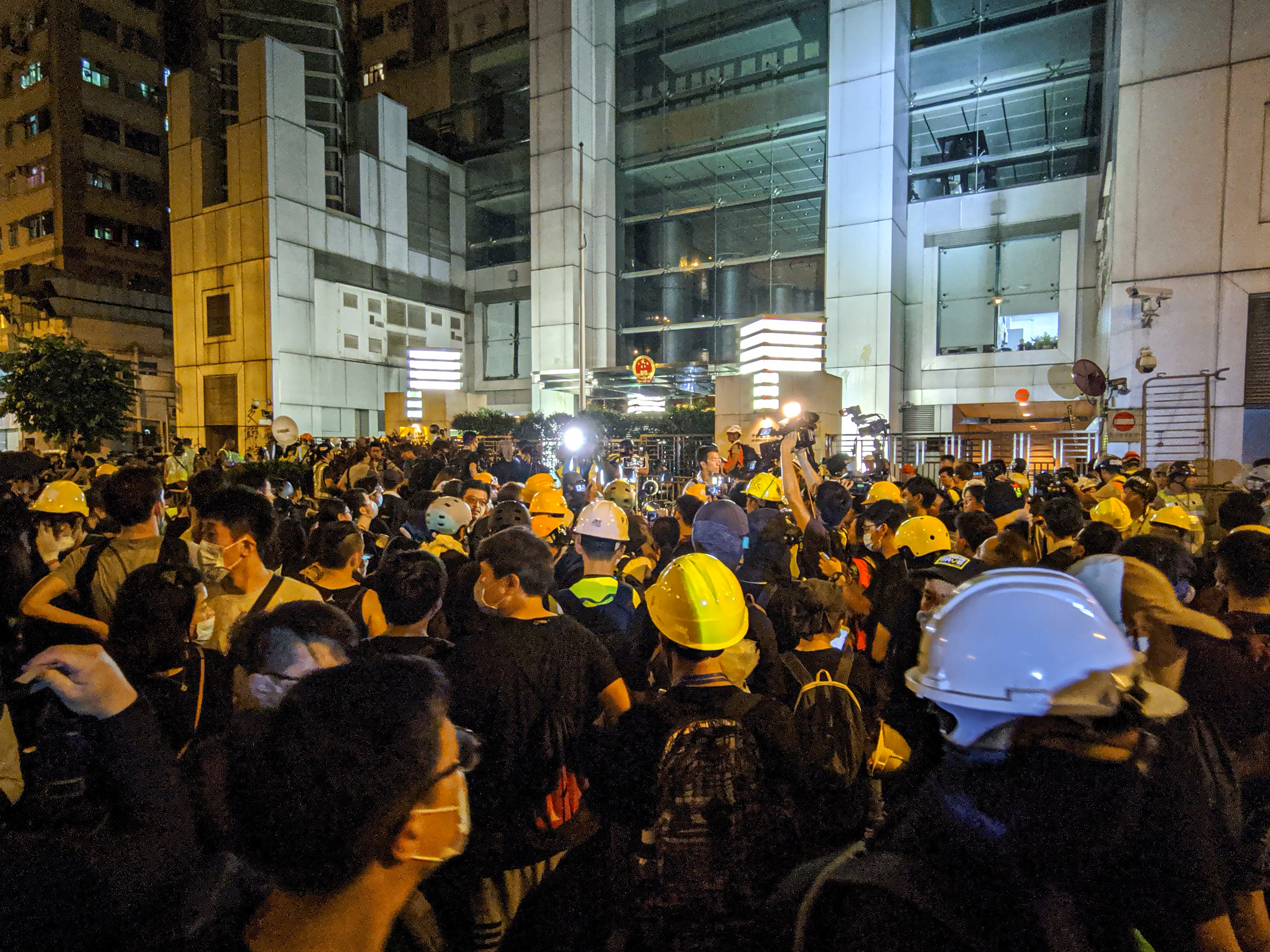
遊行人士抵達香港中聯辦門外，並不斷高呼「光復香港、時代革命」

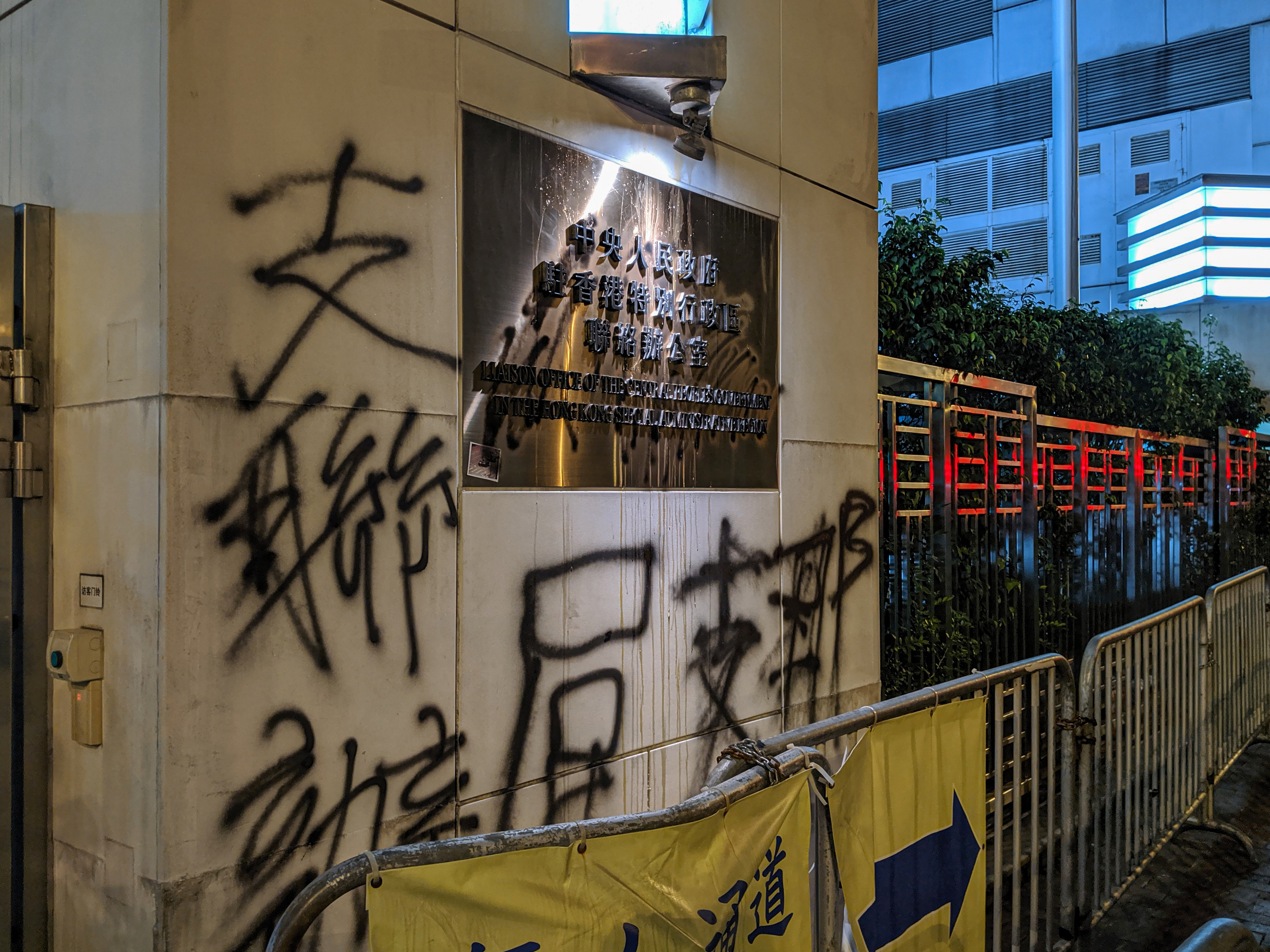
香港中聯辦的外牆和門牌遭到塗污和擲雞蛋

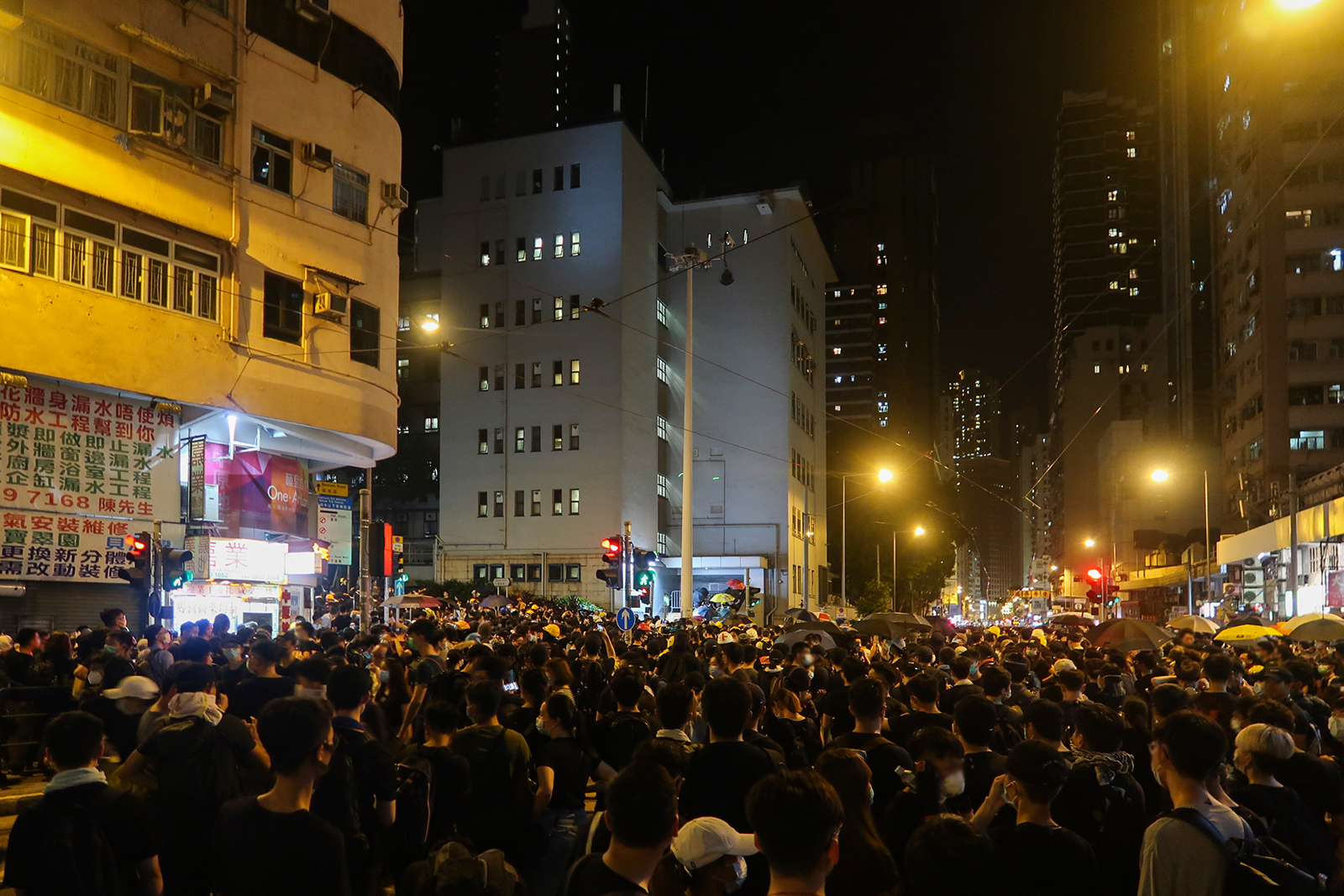
晚上8時，示威者開傘圍封西區警署和用激光照射警署內

6時55分，有遊行人士抵達香港中聯辦門外，並不斷高呼「光復香港、時代革命」，期間有一輛車駛進中聯辦，示威者沒有阻撓。之後有一名示威者以雨傘敲打鐵閘，要求王志民出來見面。此時中聯辦內有一部分職員離開。有遊行人士到干諾道西一帶後，即取來鐵馬，又於中聯辦外紥成三角陣。也有示威者朝中聯辦內投擲雞蛋，其中中聯辦招牌及中國國徽被擲中，中聯辦玻璃幕牆上的痕跡延伸三層樓。另有示威者用噴漆塗黑天眼，亦朝中聯辦招牌噴黑打叉，又噴上「屌支那」、「支聯辦」、「fk支那」，並向國徽投擲黑色漆彈致國徽表面污損。而大樓內的鐵閘已落，保安戴上頭盔戒備，未有警察駐守。中聯辦內有職員架設攝錄機去拍攝示威者，也有職員對示威者舉中指。
傍晚7時，示威者在門外宣讀宣言，除了重申民間五大訴求外，又表示不排除會成立臨時立法會，捍衛香港民主。
7時14分，西區分區警署宣佈報案室服務暫停，直至另行通知，警方表示如有緊急事故，可致電999。7時18分，西區警署對出的西邊街，已出現以圍欄架設的示威陣線，而西區警署門口已拉閘，但兩個車輛出入口有少量持圓盾警員。有示威者打開雨傘，亦有示威者扔蛋入警署內，阻擋西區警署車出入口大閘門隙，及用鐵馬圍封，示威者之後陸續搬來鐵馬，意圖阻擋西區警署另一車出入口去路。7時55分，示威者開始將西區警署用鐵馬圍封，意味警署3個出入口已被全封。有警署樓上的警察探頭張望，示威者高呼「黑警，隻揪丫」（黑警，來單挑吧），亦有示威者在警署外牆漆上「光復香港、時代革命」字句。而且在周邊道路以鐵欄、垃圾桶、雜物等築成防線。

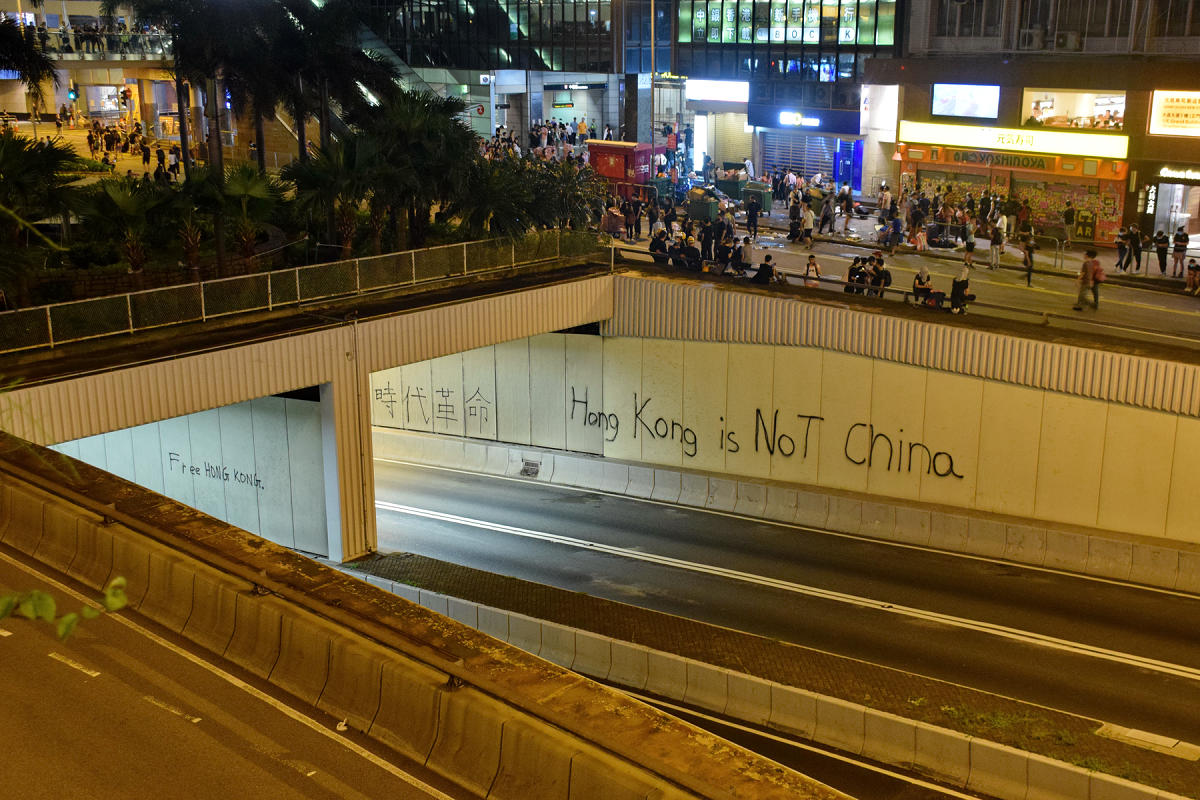
干諾道中畢打街行車隧道牆身被噴上「時代革命」、「Hong Kong is NoT China」、「Free HONG KONG」等字樣。

晚上約8時多，警方宣佈因應有示威者「破壞附近的汽車及塗污建築物的外牆」，故即將開展清場行動，並表示將會從西環向東面推進，呼籲市民及駕駛者避免接近清場範圍。之後收到清場消息的在場示威者便呼籲其他示威者返回中環，示威者便陸續往中環方向散去。大批帶備長盾的防暴警察、速龍小隊等趕到中聯辦時現場示威者已經散去，因此向中環方向推進。到約8時41分左右，防暴警察已推進至西區警署；林士街天橋有示威者以鐵馬築起防線,但其他示威者則表示「前線唔要」（前線不需要），並把鐵馬移至一旁。
晚上接近9時，有示威者到中區警署外的中景道掘磚，再以磚頭扔向中區警署2樓的玻璃。在9時許，地下有數塊磚頭已被掘起，而中區警署有多幅玻璃被擊碎。另外，中區警署的字樣被塗鴉為「中區狗竇」（中區狗窩），警徽被塗上一個「X」字，而警署外牆被噴上多個字句，包括「釋放義士」、「黑警可恥」、「共產走狗」、「隻揪呀」（來單挑呀）、「以武制暴」等。

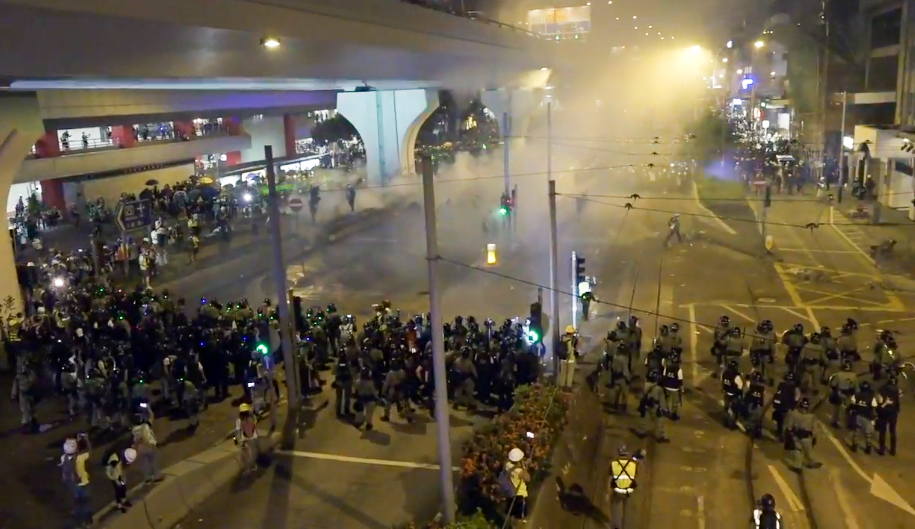
晚上10時20分，警方在信德中心外施放多枚催淚彈

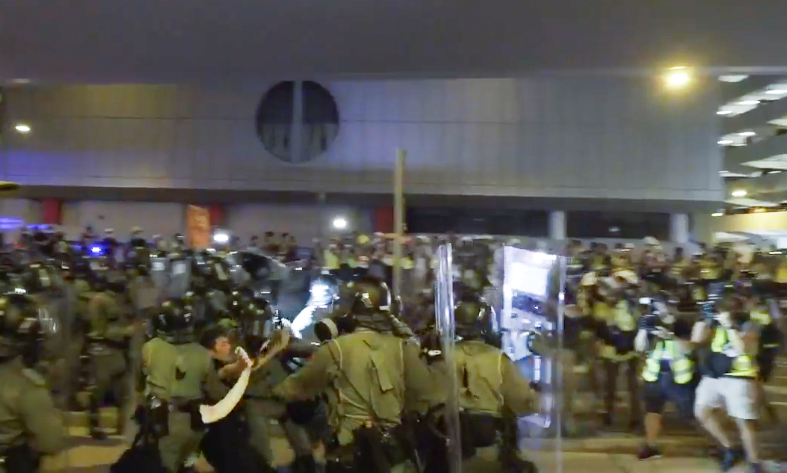
一名男示威者突然被多名防暴警察拘捕

警方續在深夜公布，指在清場消息傳出後，中區警署受襲，有人向警署擲磚頭。當警方防線向東面推進至上環信德中心一帶時，有示威者向警方擲磚頭、煙霧彈及雜物，並多次試圖衝擊警方防線。警方表示先後警告無效，故於晚上10時20分施放多枚催淚彈，引致現場多名記者吸入催淚煙不適。晚上11時舉起橙色「速離，否則開槍」旗幟，並發射多枚懷疑橡膠子彈驅散示威者。now新聞台、《立場新聞》、《香港01》等媒體更發現有速龍小隊在無任何警告下，在中區警署外的行人天橋上向橋下的示威者開槍，人權監察批評警方的做法不能接受。
而中港道林士街停車場外有雜物起火，有示威者嘗試救火但被其他示威者阻止。中共媒體紫荊網聲稱警方在現場檢獲以雨傘和手杖改裝而成的長矛，遭拆毀的路牌、天拿水、玻璃樽、大量的波子、丫叉，以及一些不知名的粉末。共有四名警務人員受傷，部分警署的服務亦因為示威者的激烈行動而受到影響而暫停。
到晚上11時35分，立法會議員鄺俊宇呼籲示威者散去時小心，指元朗區多名途人被白衣人士追打受傷並不安全，希望示威者能夠平安回家。而現場的社工則在警方防線前以大聲公與警方代表對話，要求他們放下槍，不要再發射催淚彈。
到凌晨時分，餘下的示威者防線退至干諾道中近機利文街以至恒生銀行總行大廈一帶，之後散去。
一名示威者於信德中心行人天橋被拘捕。亦有外媒記者疑無帶記者證，被警方帶離林士街停車場。
當晚一輛客貨車在干諾道中往上環方向近信德中心段被示威者架設的路障阻礙，該車試圖衝破路障，但被示威者阻止，司機隨即下車與示威者理論，指責示威者阻塞道路，而示威者則反指對方差點釀成現場者傷亡。及後司機試圖搬走障礙物，雙方因此發生爭執，期間有示威者欲重新擺設路障，司機便上前推撞示威者，此後其他示威者成功上前放設路障，並把交通錐靠近至車前窗上時，司機再度上前推撞示威者，繼而使示威者圍毆司機。最後有義工及救護者調停。司機在衝突期間被打傷，後由救護車送院接受治理，客貨車也被砸毀。

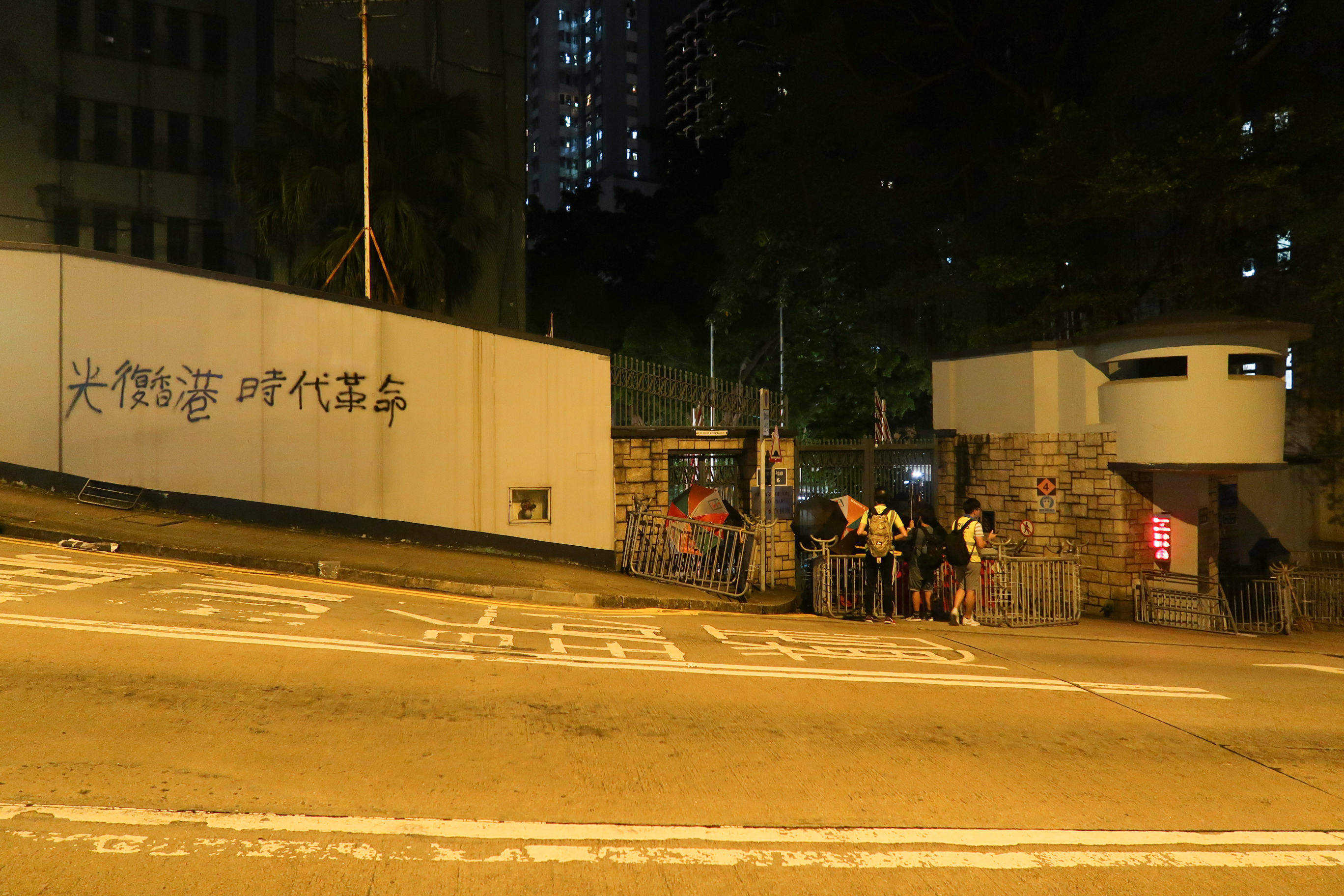
西區警署外的塗鴉
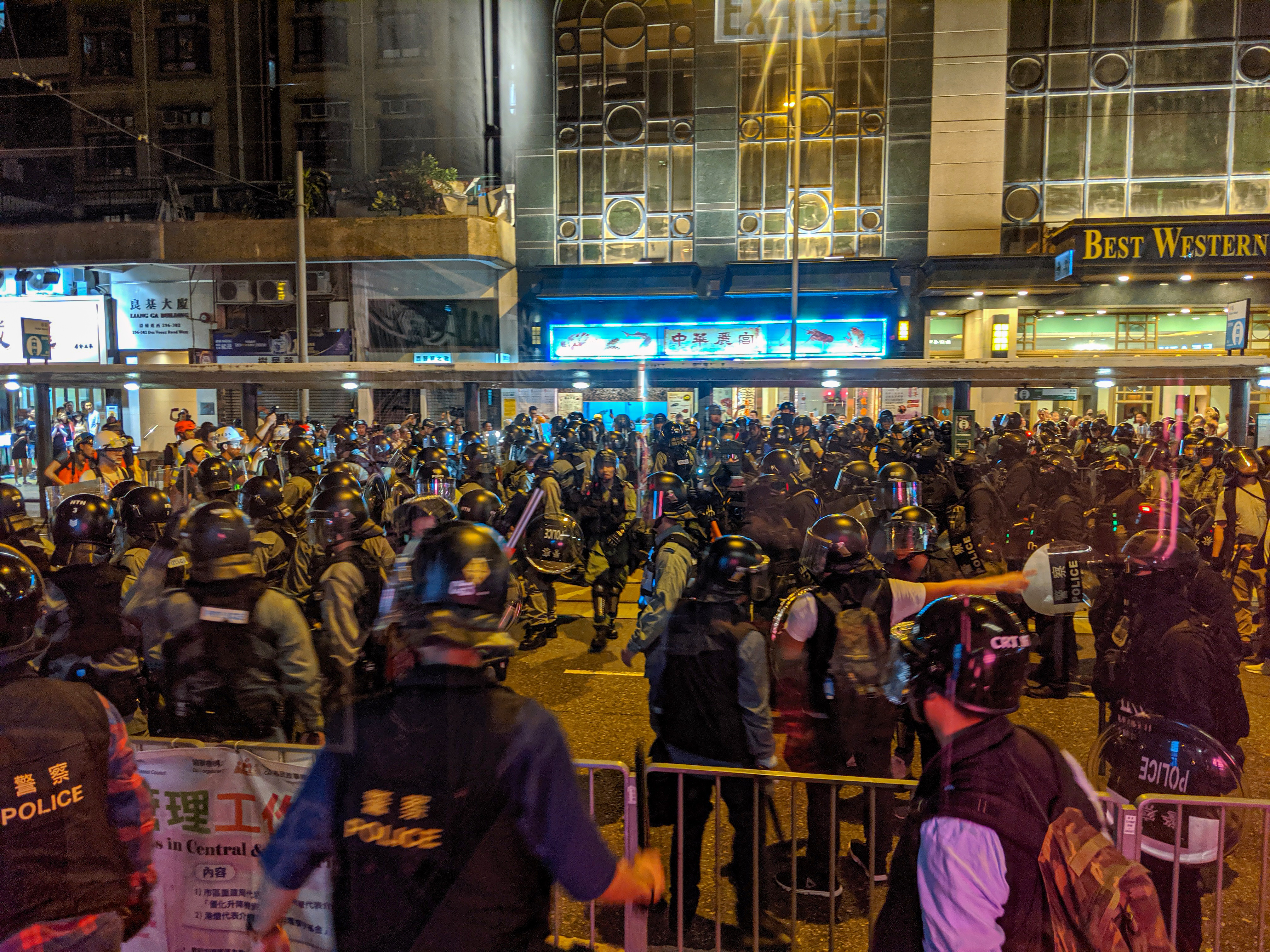
大批防暴警察在西營盤德輔道西華大盛品酒店附近進行清場
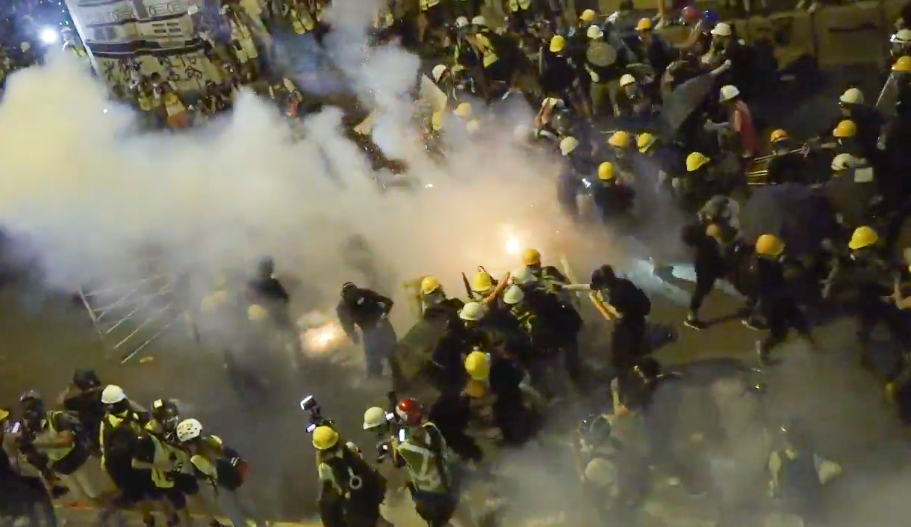
防暴警察在干諾道中施放多枚催淚彈後產生火光
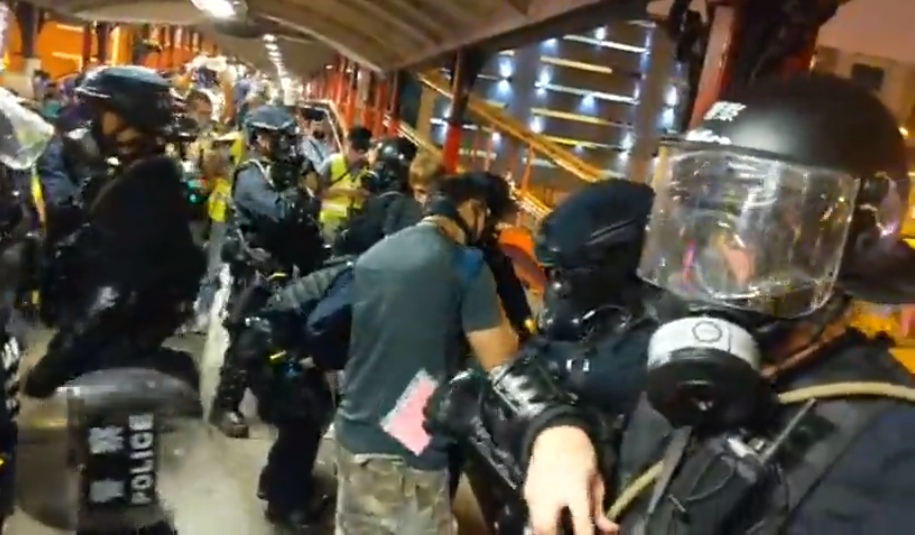
有市民在天橋停留被防暴警察盤問，當記者要求警察出示委任證亦遭拒絕
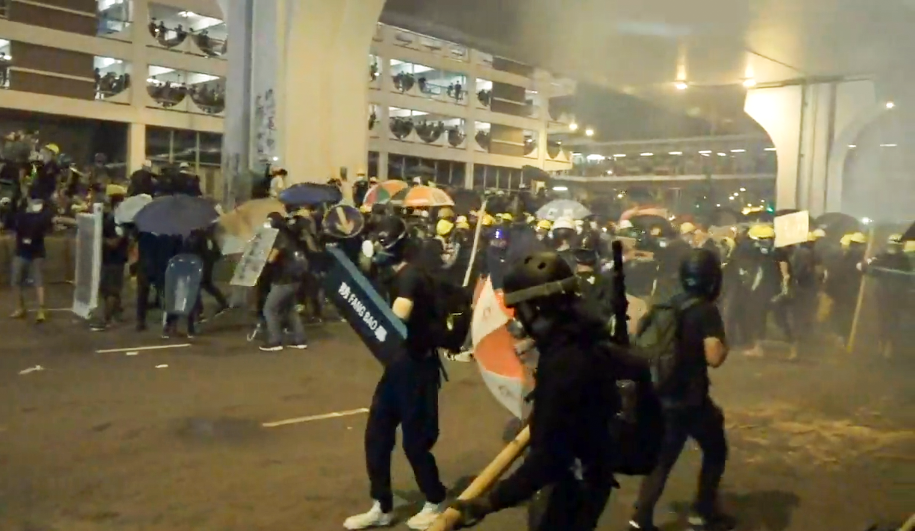
示威者以雨傘作保護
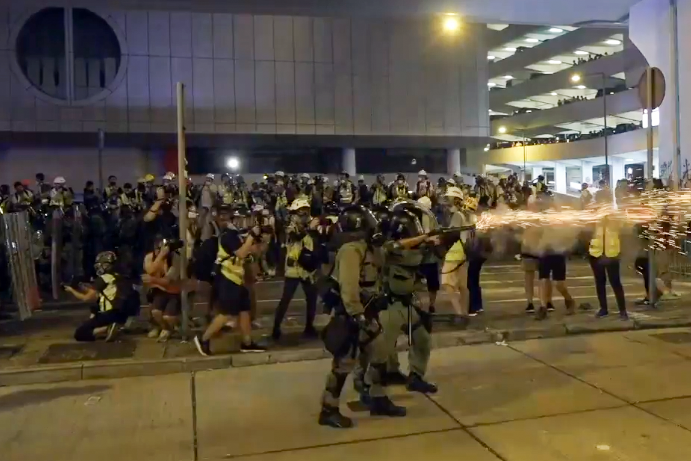
防暴警察向示威者開槍
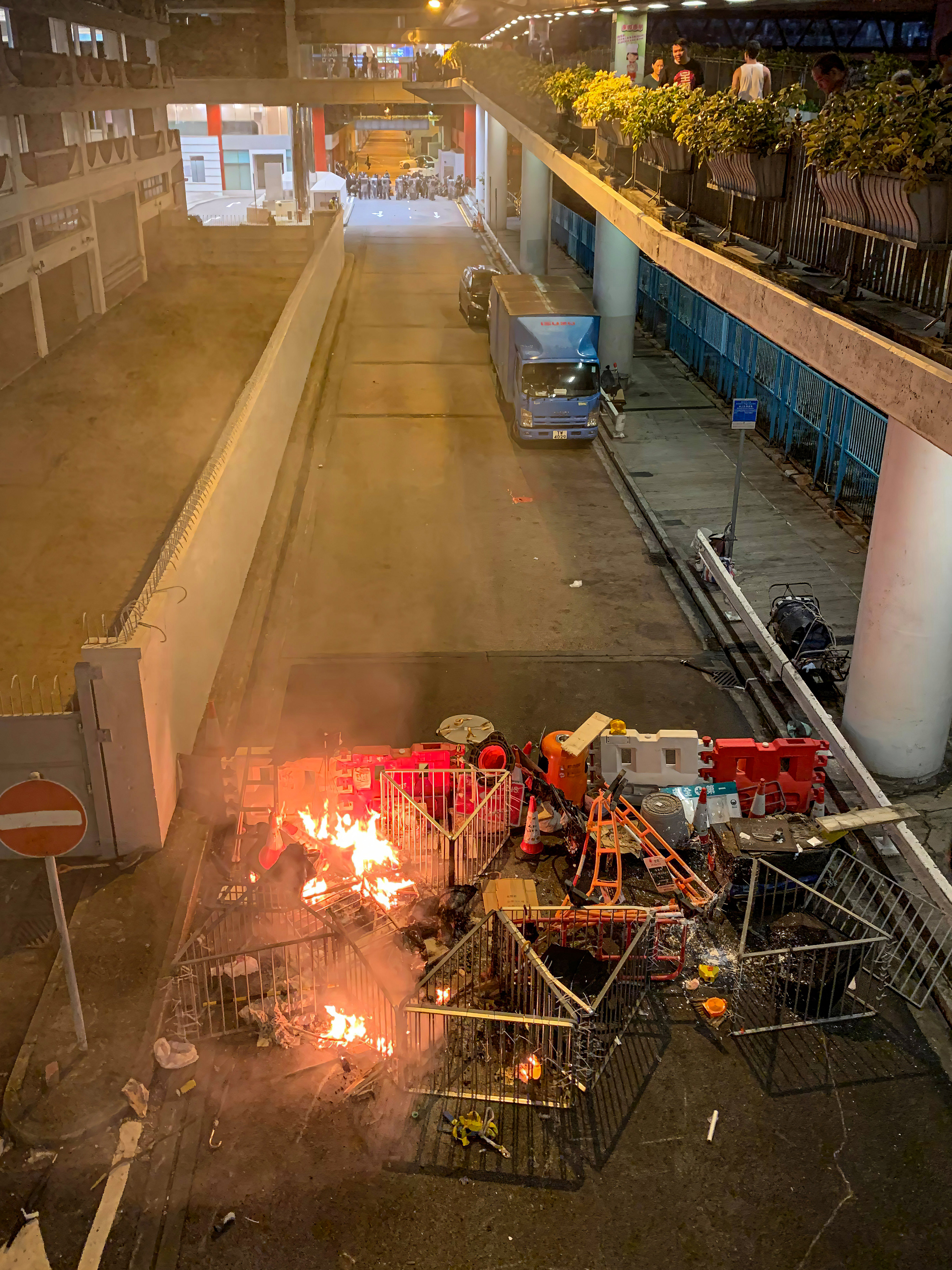
中港道林士街停車場外有雜物起火